# Kornel Lisman
Kornel Lisman (ur. 20 lutego 2006 w Szczecinie) – polski piłkarz grający na pozycji skrzydłowego w Lechu Poznań.

## Kariera klubowa
Lisman rozpoczął swoją karierę w 2015 roku młodzieżowych drużynach Pogoni Szczecin, skąd w 2020 roku przeniósł się do FASE Szczecin, gdzie grał głównie w drużynie U-17 Centralnej Ligi Juniorów.
22 czerwca 2022 roku Lisman dołączył do Lecha II Poznań, podpisując dwuletni kontrakt z opcją przedłużenia o kolejny rok. Po imponujących pierwszych miesiącach w III Lidze, został przeniesiony do seniorskiej drużyny w lutym 2024 roku, jednak w kolejnym miesiącu jego sezon został przerwany z powodu kontuzji kolana. 
Swój pierwszy profesjonalny występ w seniorskiej drużynie Lecha zaliczył 22 września 2024 roku, grając w ostatnich 15 minutach ligowego meczu u siebie ze Śląskiem Wrocław. 3 maja 2025 zanotował debiutanckie trafienie dla Lecha Poznań po asyście Daniela Håkansa w wygranym 8:1 meczu 31. kolejki PKO BP Ekstraklasy z Puszczą Niepołomice.
24 maja 2025 Lisman zdobył mistrzostwo Polski z Lechem Poznań.

## Statystyki kariery
Stan na 26 maja 2025 roku
| Klub               | Sezon              | Liga               | Liga  | Liga   | Puchar kraju | Puchar kraju | Suma  | Suma   |
| Klub               | Sezon              | Liga               | Mecze | Bramki | Mecze        | Bramki       | Mecze | Bramki |
| ------------------ | ------------------ | ------------------ | ----- | ------ | ------------ | ------------ | ----- | ------ |
| Lech II Poznań     | 2023/24            | II Liga            | 15    | 2      | 1            | 0            | 16    | 2      |
| Lech II Poznań     | 2024/25            | III Liga, gr. II   | 12    | 4      | 1            | 0            | 13    | 4      |
| Lech II Poznań     | Ogólnie            | Ogólnie            | 27    | 6      | 2            | 0            | 29    | 6      |
| Lech Poznań        | 2024/2025          | Ekstraklasa        | 13    | 1      | 1            | 0            | 14    | 1      |
| Ogólnie w karierze | Ogólnie w karierze | Ogólnie w karierze | 40    | 7      | 3            | 0            | 43    | 7      |

## Sukcesy
Lech Poznań
- Mistrzostwo Polski: 2024/2025[10]